# اترک
اترک (ترکمنی: Etrek)، رودی خروشان و سیل‌گیر است که از کوه‌های هزار مسجد در خراسان رضوی سرچشمه گرفته و در طول مسیر از دشت‌های قوچان، فاروج، شیروان و بجنورد گذشته و در ناحیه ترکمن صحرا استان گلستان، مرز ایران و ترکمنستان جاری می‌شود، پس از آن وارد خاک جمهوری ترکمنستان شده و به دریای کاسپین می‌ریزد.

## جغرافیا
اترک رودی خروشان و سیل‌گیر با بستر گلی است و با داشتن ۶۶۹ کیلومتر درازا، پنجمین رودخانهٔ بلند ایران و طولانی‌ترین رودخانهٔ ترکمنستان است. این رود حدود ۲۷٬۳۰۰ کیلومتر مربع را آبیاری (زهکشی) می‌کند، اما به جهت مصرف زیاد، آب آن فقط در مواقع سیل تا دریا ادامه می‌یابد.

## پوشش گیاهی
پوشش گیاهی این حوزهٔ آبریز به‌صورت پوشش جنگلی نیمه متراکم و تُنُک از نوع درختچه با وسعت ۱۲٬۰۰۰ هکتار (٪۴٫۱ مساحت حوزه) و مرتع (٪۶۰ مساحت حوزه) است. زمین‌های زراعی منطقه بالغ بر ۱۴۷٬۵۲۱ هکتار است که ٪۷۴ آن را دیم و ٪۲۶ مابقی را آبی تشکیل می‌دهد. بقیهٔ زمین‌های حوزهٔ آبریز اترک را مناطق مسکونی، بایر، باتلاقی و شوره‌زار تشکیل می‌دهند (۱).

## گدارهایاترک
- بایات حاجی: در ترکمنستان واقع است و قزل اترک نامیده می‌شود.
- شتلی آلوم
- آق یال آلوم
- سنگر تپه[۱]

## شاخه‌های اترک

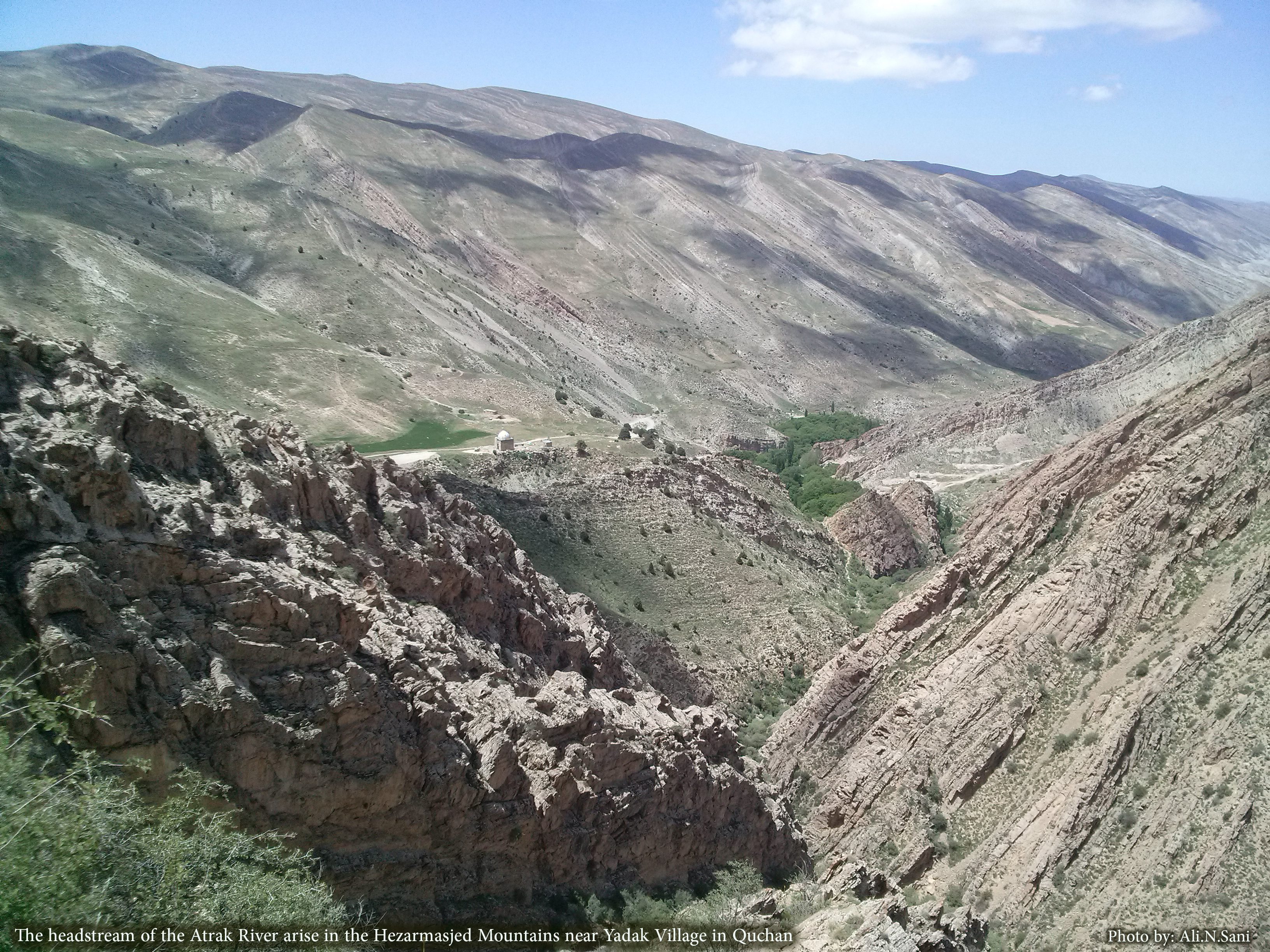
سرچشمۀ رودخانۀ اَترک در روستای یدک قوچان

رودخانه اترک با طولی حدود ۵۸۰ کیلومتر را می‌توان از لحاظ طبیعی و جغرافیای سیاسی به سه بخش زیر تقسیم‌بندی نمود. بطوریکه رودخانه‌های کال ایمانی، اینچه، گرماب، خرتوت، سومبار، چندیر، نارلی آجی سو، قره یتیم، کال قره حجن (قره قچان)، کلوقرب (کوله قورپ)، نحیب (نجف)، آق بند و ماسن مهم‌ترین رودخانه‌های تغذیه‌کننده اترک می‌باشند. تقسیم‌بندی کلی رودخانه اترک به صورت زیر می‌باشد:
- اترک داخلی:

رودخانه اترک داخلی به عنوان یکی از طولانی‌ترین رودهای ایران، از ارتفاعات نزدیک قوچان از کوه‌های هزار مسجد سرچشمه گرفته که پس از مشروب نمودن دشت‌های قوچان، فاروج، شیروان و بجنورد و ملحق شدن چند شاخهٔ مهم به آن از منطقهٔ رضاآباد می‌گذرد. اترک بالایی که مساحتی حدود ۶۲۱۳ کیلومتر مربع را شامل می‌شود و از منطقهٔ رضاآباد تا قازانقایه را اترک میانی می‌نامند که مساحت حوضه در این قسمت حدود ۱۶۴۱۶ کیلومتر مربع می‌باشد. این رودخانه پس از گذشتن از قازانقایه تا دشت‌های ساحلی دریای خزر به نام اترک سفلی معروف است که مساحت حوضه این قسمت حدود ۸۵۹۷ کیلومتر مربع می‌باشد، که درچات نیز رودخانه سومبار ترکمنستان به آن می‌پیوندد. این رودخانه پس از عبور از بخش اینچه برون بعلت شیب کم زمین، در دشت پخش می‌شود که نتیجه آن تشکیل دریاچه‌هایی نظیر آلاگل، آلماگل و تنگلی بوده که نهایتاً در خلیج حسنقلی (درصورت طغیان) به دریای خزر ملحق می‌شود.
- اترک خارجی (رودخانه سومبار ترکمنستان):

سومبار: رود شوری است که از ارتفاعات کپه داغ در ترکمنستان سرچشمه گرفته و از سه شاخه ترکان و چندر و سمبار تشکیل شده‌است. در نزدیکی چات به اترک می‌پیوندد.
- اترک مشترک: رودخانه اترک مشترک از ایستگاه هیدرومتری چات در مرز ایران و ترکمنستان شروع شده و به دریای خزر ختم می‌شود؛ آب این رودخانه بعد از عبور از بخش اینچه برون و تنگلی، در حوالی پاسگاه پل توسط سیستم تقسیم آب در دزبل، سهم آب دو کشور مجزا می‌شود که سهم آب ایران توسط کانال به دریاچه آلاگل و سپس به دریا می‌ریزد.
- شیرین چای: از رباط و گیفان سرچشمه گرفته و در شرق باش‌قلعه به اترک می‌پیوندد.
- حسن قلعه: از حسن قلعه سرچشمه گرفته و در شرق رضاآباد به اترک می‌پیوندد.

## سیاست
بخشی از رود اترک در ناحیهٔ چات، پس از اینچه‌برون به موجب قرارداد آخال در سال ۱۸۸۱ مرز رسمی ایران قاجاری و امپراتوری روسیه شد. در سال ۱۹۲۶ به‌موجب قراردادی میان ایران پهلوی و شوروی قرار شد که حداقل ۵۰٪ از آب این رودخانه وارد خاک ترکمنستان شود.